# Leptaleum
Leptaleum es un género monotípico de plantas fanerógamas de la familia Brassicaceae. Comprende 5 especies descritas y de estas, solo una aceptada. Su única especie:, Leptaleum filifolium, es originaria de Asia Central.

## Descripción
Es una planta anual, que alcanza un tamaño de 5-10 (-18) cm de largo, ramificada desde la base, glabra o con pelos simples, bifurcados o glandulares. Hojas filiformes,  generalmente enteras, de 1-5 (-8) cm de largo, sésiles o subsésiles; segmentos de hojas de hasta 2 cm de largo, 1-2 mm de ancho. Las inflorescencias en racimos de 5-10 flores, laxas. Flores de 5 mm de diámetro, de color blanco o rosado; pedicelos 3-6 mm de largo. El fruto es una silicua lineal por lo general ligeramente curvada con muchas semillas de 1 mm de largo,

## Taxonomía
Leptaleum filifolium fue descrita por  (Willd.) DC. y publicado en Mémoires du Muséum d'Histoire Naturelle 7: 239. 1821.
sinonimia
- Erysimum radicale Pall. ex DC.
- Leptaleum hamatum Hemsl. & Lace
- Leptaleum longisiliquosum Freyn
- Leptaleum longisilquosum Freyn & Sint.
- Leptaleum pygmaeum DC.
- Sisymbrium filifolium Willd.
- Sisymbrium filiformium Poir.